# 張漢思
張漢思（？—？），五代十國末期、北宋初年政治人物。
闽永隆六年（944年），朱文進、連重遇殺閩帝王延羲，朱文進並自立為閩王。时为泉州裨校的張漢思與留從效、王忠顺、董思安、陳洪進等人反抗朱、連一黨。朱文進被殺，闽帝王延政降於南唐後，張漢思亦隨泉州刺史王继勋歸顺南唐，后在清源軍節度使留從效屬下任統軍副使。
北宋建隆三年七月（962年8月3日—9月1日），留從效去世，年幼的侄子留紹鎡继立为留后，無法掌控政局，一个多月后，统军使陳洪進誣指留紹鎡欲歸附吳越，將其送往南唐。張漢思因此被陳洪進推為清源軍留後，陳洪進自任節度副使。
張漢思年邁，无法處理軍政，事情皆由陳洪進決定。張漢思的几个儿子都担任衙将，他们害怕陳洪進，张汉思也忧患陈洪进專權。建隆四年（963年）四月，张汉思在酒宴上埋伏士兵準備殺死陈洪进，酒過三巡，忽然地震，和張漢思同謀的人恐懼，就把密谋之事告訴陳洪進，陳洪進趕緊離開酒宴。自此事後，張漢思嚴佈重兵以防陳洪進。陈洪进的儿子陈文显、陈文颢都担任指揮使，率领所部人马准备攻打张汉思，陈洪进不许。四月廿二·癸卯（963年5月17日），陳洪進袖藏大鎖，带着两个儿子，穿着平常服裝進入軍府，喝退衛兵数百人，張漢思正在房里，遂被陳洪進反鎖，並被迫交出印信，当日就被士兵押送到其他房子軟禁，幾年後去世。